# Teodoro Correr

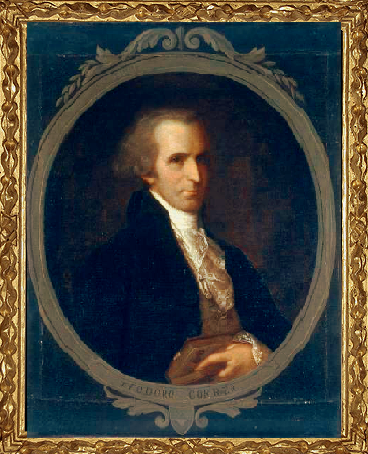
Porträt Corrers von Bernardino Castelli, vor 1795

Teodoro Correr (* 12. Dezember 1750 in Venedig; † 20. Februar 1830 ebenda), venezianisch Todaro Correr, war einer der bedeutendsten Sammler von Kunstobjekten und Büchern in Venedig. Auf seine Stiftung geht das Museo Correr und seine Bibliothek am Markusplatz zurück.

## Leben
Correr wurde bei den Theatinern ausgebildet und begann den seinerzeit üblichen Cursus honorum der Angehörigen der dominierenden Adelsfamilien Venedigs. Doch zog er es vor, sich den Minderbrüdern anzuschließen und dort zum Abt aufzusteigen.
Ab der Zeit, als die Republik Venedig 1797 durch Napoleon aufgelöst wurde, vermied er es, sich in die Politik einzumischen, denn seine alles beherrschende Leidenschaft war das Sammeln von Büchern. Dabei füllte er drei Säle und etwa zwanzig Kammern seines kleinen Palastes bei San Zan Degolà im Sestiere Santa Croce, doch geschah dies ausgesprochen unsystematisch. So verteilten sich Manuskripte, Inkunabeln, Frühdrucke, Gemälde, Bücher, Druckstöcke, Siegel, Wappen, Münzen, aber auch naturwissenschaftlich bedeutende Objekte weit verstreut im Gebäude, wie er selbst in seinem Testament vermerkte.
Seiner Sammelleidenschaft kam entgegen, dass viele der vor 1797 mächtigen Familien plötzlich ohne Einkommen waren und dementsprechend begannen, ihre Antiquitäten zu verkaufen. Zum einen kamen dadurch riesige Mengen auf den Markt, zum anderen sanken die Preise. Correr griff oftmals ohne Bedenken, aber mit glücklicher Hand und durchaus wegweisender Originalität und Ahnung für zukünftige Interessengebiete zu, allerdings ohne ausgeprägtes kritisches Bewusstsein, ganz zu schweigen von museologischen Sammlungsgrundsätzen.
Dabei versuchte er, die Objekte öffentlich zugänglich zu machen. So gestattete er Interessierten, seine Sammlung zu beforschen und stiftete schließlich zum 1. Januar 1830 alles der Stadt Venedig.

## Museum in seinem Haus (ab 1830), posthume Ordnungsversuche, Vernichtung seiner Korrespondenz
Dazu bestimmte er, dass sein Haus bei „San Jacopo dall’Orio al n. 1278“ den Namen Raccolta Correr (Sammlung Correr) annehmen sollte. Es sollte mindestens zwei Tage pro Woche für jeden Forscher und „Bewunderer“ geöffnet sein, und zwar von 9 bis 15 Uhr. Aus seinen Mitteln sollte dauerhaft ein „Preposto“, ein „Custode“ und ein „Portiere“ bezahlt werden. Was von seinen Mitteln nicht verbraucht wurde, sollte in weitere Akquisitionen gesteckt werden, um das Museum zu vergrößern.
Erster Direktor des Hauses wurde 1835 Marcantonio Corniani, ihm folgte 1846 Luigi Carrer, dann 1851 Vincenzo Lazari, dem erstmals ein Überblick über die gewaltige Sammlung gelang. Dabei zerriss er jedoch, entsprechend den museologischen Vorstellungen seiner Zeit, gewachsene Sammlungen, um sie thematisch ordnen zu können. Er war es zudem, der die Briefsammlung Corrers vernichtete, da er offenbar fürchtete, es könne bekannt werden, dass Correr mit dubiosen Männern korrespondierte, dass er Wucher betrieben habe, und dass seine Sammlung erotischer Werke bekannt werden könnte.
In dieser Zeit erfolgten größere Zuwendungen in Form eigenständiger Sammlungen, wie etwa durch Domenico Zoppetti (1849), Nicolò Contarini (1853) oder Giovanni Miani.

## Umzug in den Fontego dei Turchi (1898), dann an den Markusplatz (1922)

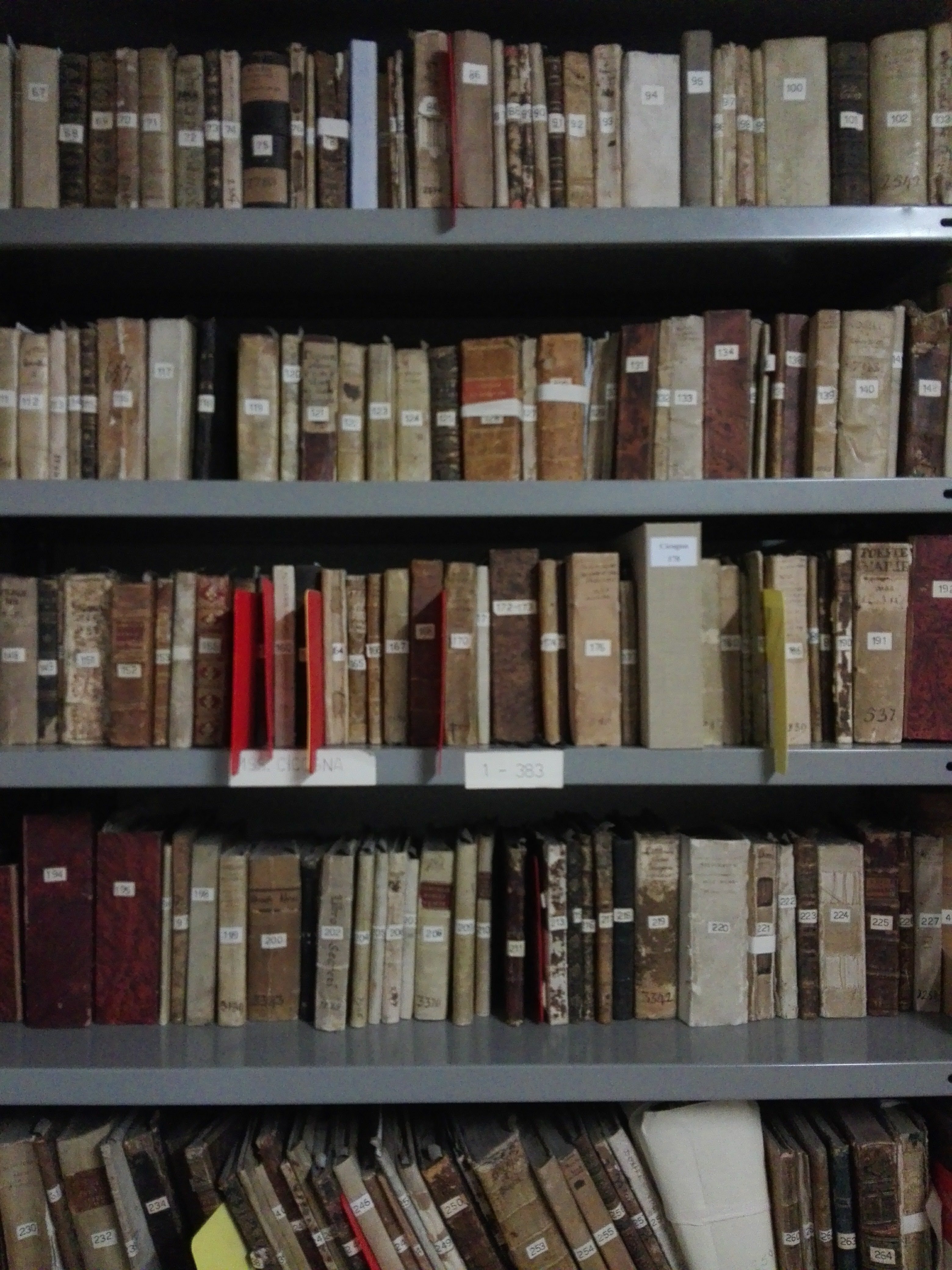
Im Museo Correr befindet sich die Bibliothek Teodoro Corrers

1898 sprengte die Sammlung den Rahmen des Palazzo Correr und so transferierte die Stadt die Sammlung in den Fontego dei Turchi. 1922 wurde sie an den Markusplatz verlegt, wo sie sich heute im Museo Correr befindet. Zur Sammlung Correr kam hier das Museo del Risorgimento e dell’Ottocento Veneziano sowie eine bedeutende Gemäldesammlung. Der naturwissenschaftliche Teil der Sammlung Correr verblieb im Fontego dei Turchi und bildete den Grundstock des Museo civico di storia naturale di Venezia.